# عقل مذکر
عقل مذکر  (به انگلیسی: The man of reason) عنوان شناخته شده‌ترین اثر ژنویو لوید فیلسوف و فمینیست معاصر استرالیایی است.
در این کتاب لوید مردانگی و زنانگی را در فلسفه غرب مورد بررسی قرار می‌دهد.
این کتاب در ایران توسط محبوبه مهاجر ترجمه شده و نشر نی نیز آن را چاپ کرده‌است.